# Pakansari Stadium
Das Pakansari Stadium ist ein Fußballstadion mit Leichtathletikanlage in der indonesischen Stadt Cibinong in der Provinz Jawa Barat auf der Insel Java.
Die 2015 eröffnete Anlage hat ein Fassungsvermögen von 30.000 Personen und ist die Heimspielstätte des Erstligisten Persikabo 1973.
2016 fanden Spiele der Fußball-Südostasienmeisterschaft und 2018 in dem Stadion Fußballspiele im Rahmen der Asienspiele und der U19-Asienmeisterschaft statt.